# Renato Ruggiero

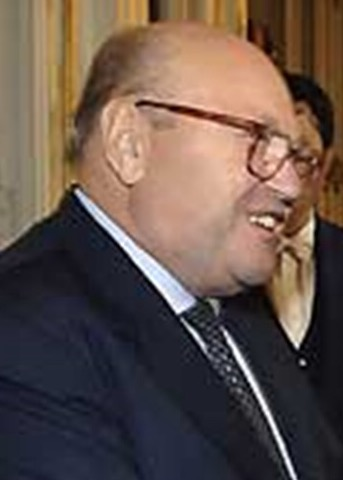
Renato Ruggiero

Renato Ruggiero (* 9. April 1930 in Neapel; † 4. August 2013 in Mailand) war ein italienischer Diplomat, Politiker und Generaldirektor der Welthandelsorganisation (WTO).

## Leben
Nach seinem Studium der Rechtswissenschaft an der Universität Neapel schlug Renato Ruggiero 1955 eine Diplomatenlaufbahn ein. Erste Stationen im Ausland waren São Paulo, Moskau, Washington, D.C. und Belgrad. 1970 wurde er Kabinettschef des EG-Kommissionspräsidenten Franco Maria Malfatti. Von 1973 bis 1977 leitete er in Brüssel die Generaldirektion für Regionalpolitik. Danach diente er in Rom als diplomatischer Berater des Ministerpräsidenten und als Kabinettschef des Außenministers. 1980 kehrte er als Botschafter und Ständiger Vertreter Italiens bei der EG nach Brüssel zurück. 1984 übernahm er in Rom die Wirtschaftsabteilung des Außenministeriums. Bereits im folgenden Jahr ernannte man ihn zum Generalsekretär und damit zum Amtschef des Ministeriums.
1987 begann Ruggiero eine Karriere als Politiker. Von 1987 bis 1991 war er Außenhandelsminister. Anschließend war er bis 1995 für Fiat und einige andere Unternehmen in leitender Position oder beratend tätig.
Zwischen 1995 und 1999 war Ruggiero Generaldirektor der WTO in Genf. Im September 1999 übernahm er in Rom die Leitung des ENI-Konzerns. Silvio Berlusconi holte Renato Ruggiero am 11. Juni 2001 als Außenminister in seine zweite Regierung. Mit dem politisch weitgehend unabhängigen, international angesehenen „Technokraten“ wollte Berlusconi das Ansehen seiner Regierung im Ausland stärken. Ruggiero trat jedoch bereits am 6. Januar 2002 von seinem Amt zurück, weil er mit der politischen Linie Berlusconis und seines Koalitionspartners Lega Nord nicht einverstanden war.
Von 2006 bis 2008 diente er Ministerpräsident Romano Prodi als Berater für Europafragen. Anschließend war er leitend oder beratend für die Kreditinstitute Citigroup und Unicredit tätig.
Renato Ruggiero starb am 4. August 2013 nach längerer Krankheit in einem Krankenhaus in Mailand.

## Auszeichnungen (Auszug)
- Großkreuz (1. Klasse) des japanischen Orden des Heiligen Schatzes.[1]
- Knight Commander, Order of St. Michael and St. George, verliehen durch Elisabeth II.[2]
- Ritter (Großkreuz) des Verdienstorden der Italienischen Republik, verliehen durch den Präsidenten Italiens[2]
- Großkreuz des Orden des heiligen Gregor des Großen, verliehen durch Papst Johannes Paul II.[2]